# Luis Serrano Alarcon
Luis Serrano Alarcon (València, 1972) és un compositor i director de banda valencià. És professor del Conservatori Professional de Música de Torrent (València).

## Biografia
Luis Serrano s'inicia a la música amb curta edat, amb 10-11 anys ja escrivia les seues composicions per a piano, tot i que sense massa valor musical. De formació independent i autodidacta, reconeix la important influència d'alguns professors i entitats com José María Cervera Lloret, José Maria Cervera Collado, Javier Barranco i la Societat Musical L'Artística de Xiva, on va iniciar els estudis musicals.
Serrano Alarcon posseeix el Títol Superior i Premi Final de Carrera en Composició i Instrumentació, de Solfeig, Teoria de la Música, Repentització i Transposició, i el Títol Professional de Piano. Actualment és professor d'Anàlisi i Fonaments de Composició al Conservatori Professional de Música de Torrent. També ha dirigit les bandes de la Societat Musical la Primitiva d'Alboraig, de la Sociedad Musical L'Artística de Xiva i del Centre Instructiu Musical de Benimaclet (València). Des de 2006 fins a 2014 ha sigut el director titular de la de la Banda Simfònica del Centre Artístic Musical de Bétera, agrupació amb la qual fou invitat a participar en la WASBE Conference celebrada a Cincinnati (EUA) el juliol de 2009.
Però sense dubte la composició és la disciplina en la qual més ha destacat amb una projecció internacional. Les seues obres han estat interpretades tant a Espanya com a altres països d'arreu com els Països Baixos, Israel, Àustria, Estats Units, Alemanya, Argentina, Colòmbia, Hong Kong, Singapur o Corea del Sud. També ha rebut importants encàrrecs entre les que cal esmentar el Certamen Internacional de Bandes de Música Vila d'Altea, Certamen Internacional de Bandes de Música de València, Saint Thomas University (Minnesota, EUA) i Philharmonic Winds (Singapur). El 2006 obté el Primer Premi del Concurs Internacional de Composició de Corciano (Itàlia) amb l'obra Preludio y Danza del Alba, per a Quintet de Metalls i Banda Simfònica. El 2009 aconsegueix el mateix guardó amb La Dama Centinela esdevenint, d'aquesta manera, el primer compositor que ha aconseguit el primer premi d'aquest prestigiós concurs internacional en dues edicions. El 2010, també amb La Dama Centinela obté el Premi Euterpe de la Federació de Societats Musicals de la Comunitat Valenciana en la categoria de millor composició simfònica.
El desembre de 2011 fou triat membre de la junta directiva de l'Associació Mundial de Bandes de Música i Ensembles (WASBE), institució en la que estan els més importants directors, compositors, intèrprets, editorials, professors i fabricants d'instruments del món.

## Obra

### Per a orquestra
- 2002 - Autopsicografía, per a baríton i orquestra (inèdita)
- 2002 - Los Cantos del Desamor, per a baríton, 3 sopranos i 3 contralts (inèdita)

1. Introducción
2. Yo callé males sufriendo (recitativo)
3. Sobró mi amor
4. D'amores, que no d'amor
5. Los fuegos qu'en mi encendieron
6. Final

- 2003 - Memorias de un hombre de ciudad

1. Amanecer en la ciudad
2. Máquinas (y hombres)
3. Intermezzo (10:30)
4. Máquinas
5. Sueños
6. Vuelos Nocturnos
7. Amanecer en la ciudad

### Per a banda
Pasdobles
- 1996 - La Calle Mayor
- 1998 - La Artística de Chiva
- 2002 - El Torico de la Cuerda
- 2008 - La Utielana
- 2010 - La Lira de Pozuelo

Obres simfòniques
- 2003 - Memorias de un hombre de ciudad

1. Amanecer en la ciudad
2. Máquinas (y hombres)
3. Intermezzo (10:30)
4. Máquinas
5. Sueños
6. Vuelos Nocturnos
7. Amanecer en la ciudad

- 2004 - Concertango, per a saxo alt, trio de jazz i banda

1. Andante - Tempo di Tango - Con vivacità - Andante Maestoso
2. Balada - Tempo de Milonga - Calmato
3. Molto Allegro

- 2005 - De Tiempo y Quimera, encàrrec de l'IVM per a la 3a secció del Certamen de bandes de la Comunitat Valenciana

1. Pasa
2. Singladuras
3. Sombra

- 2006 - Marco Polo, la Ruta de la Seda

1. Génova, 1298
2. La Caravana de los Mercaderes
3. El Viejo de la Montaña
4. Taklamakan
5. Llegada a Cambaluc

- 2006 - Preludio y Danza del Alba, per a quintet de metalls (1r premi del Consurs Internacional de Composició de Corciano)
- 2007 - Tramonto, per violoncel i banda
- 2007 - Las Hijas de Eris, ecàrrec del Certàmen de bandes Vila d'Altea

1. Anfilogías (la disputa)
2. Pseudea (la mentira)
3. Macas (la batalla)
4. Algea (lamento final)

- 2008 - Pequeña Suite para Banda

1. Intrata
2. Vals
3. Nana
4. Galop

- 2009 - La Dama Centinela, encàrrec de l'Ajuntament de València per al Certamen Internacional de Bandes Ciutat de València

1. Pere Balaguer, mestre de pedra picada
2. Entrada Real
3. La Prisión de Serranos
4. La Dama del Río

- 2010 - Duende, encàrrec de la University of St. Thomas Symphonic Wind Ensemble de Saint Paul

1. Allegro giusto
2. Animato
3. Cadenza a piacere; molto sentito – Lento evocativo
4. Tempo di buleria

- 2011 - Marco Polo. Los Años de Catay. II Part de la Trilogia per a banda simfònica sobre els viatges de Marco Polo. Encàrrec deThe Philharmonic Winds (Singapur)

1. Verano en Chandu
2. Kublai
3. Las dos Torres de Mien
4. Tsagaan Sar

- 2012 - Symphony for Wind Orchestra, Encàrrec de The Southeastern Conference Band Directors Association (EUA)

1. Prologue: Furioso
2. Allegro Vivace
3. Adagio-Scherzando Subito-Adagio, Tempo I
4. Epilogue: Come Prima

- 2013 - Marco Polo. El Libro de La India. III Part de la Trilogia per a banda simfònica sobre els viatges de Marco Polo. Encàrrec del CIM La Armónica de Buñol

1. Cocochin
2. La Huella Sagrada
3. Raga Gujari Todi
4. Venecia, 1295

- 2014 - Three Sketches for Wind Ensemble, encàrrec del Hong Kong Band Directors Association

1. Spiritoso
2. Lento e rubato
3. Con fuoco

- 2014 - B-Side concerto, per a grup de rock i banda simfònica. Encàrrec de University of St.Thomas Symphonic Wind Ensemble (Minnesota)